# Klinci
Klinci (em cirílico: Клинци) é uma vila da Sérvia localizada no município de Valjevo, pertencente ao distrito de Kolubara. A sua população era de 233 habitantes segundo o censo de 2011.

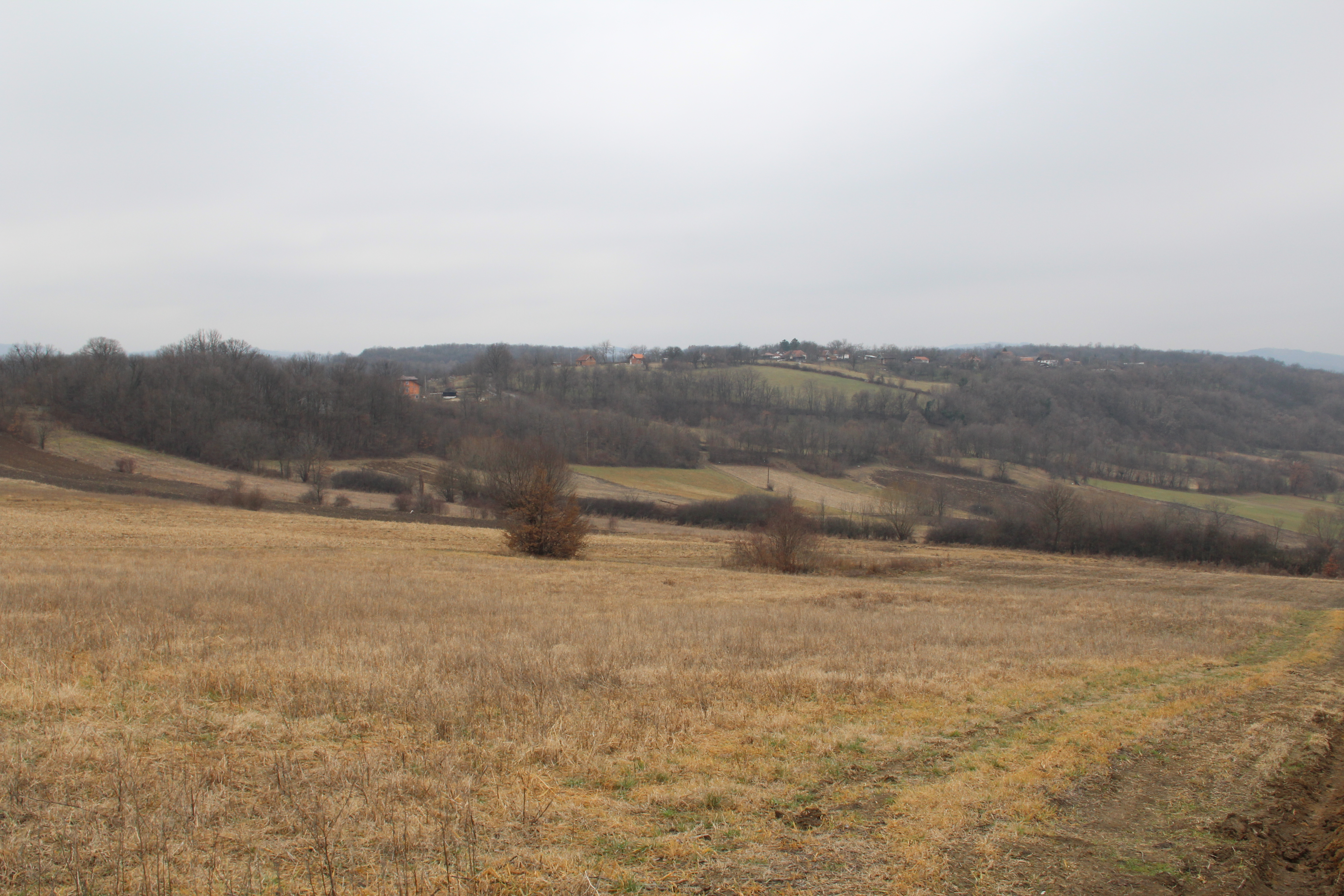
Vila Klinci - panorama
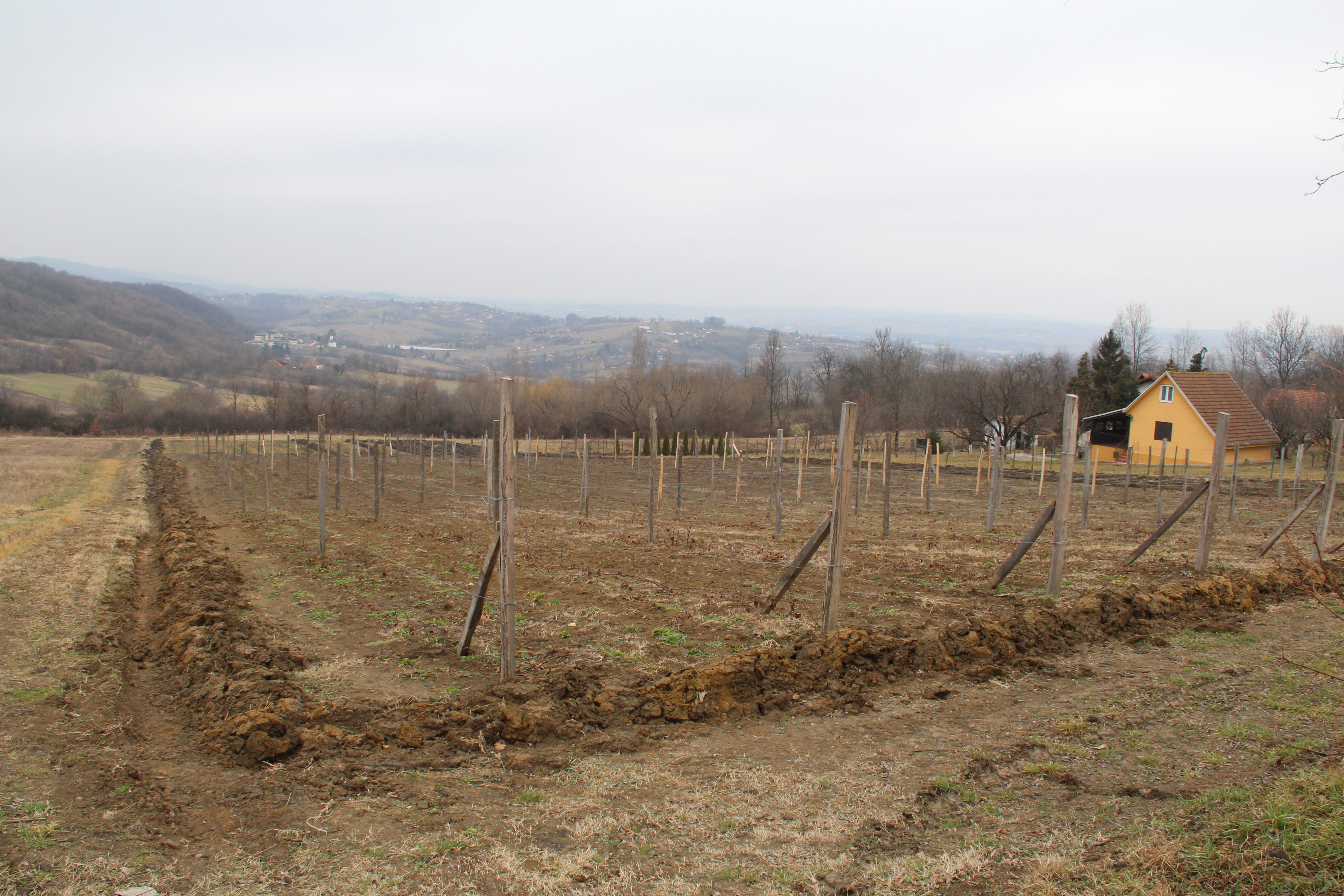
Vila Klinci - panorama
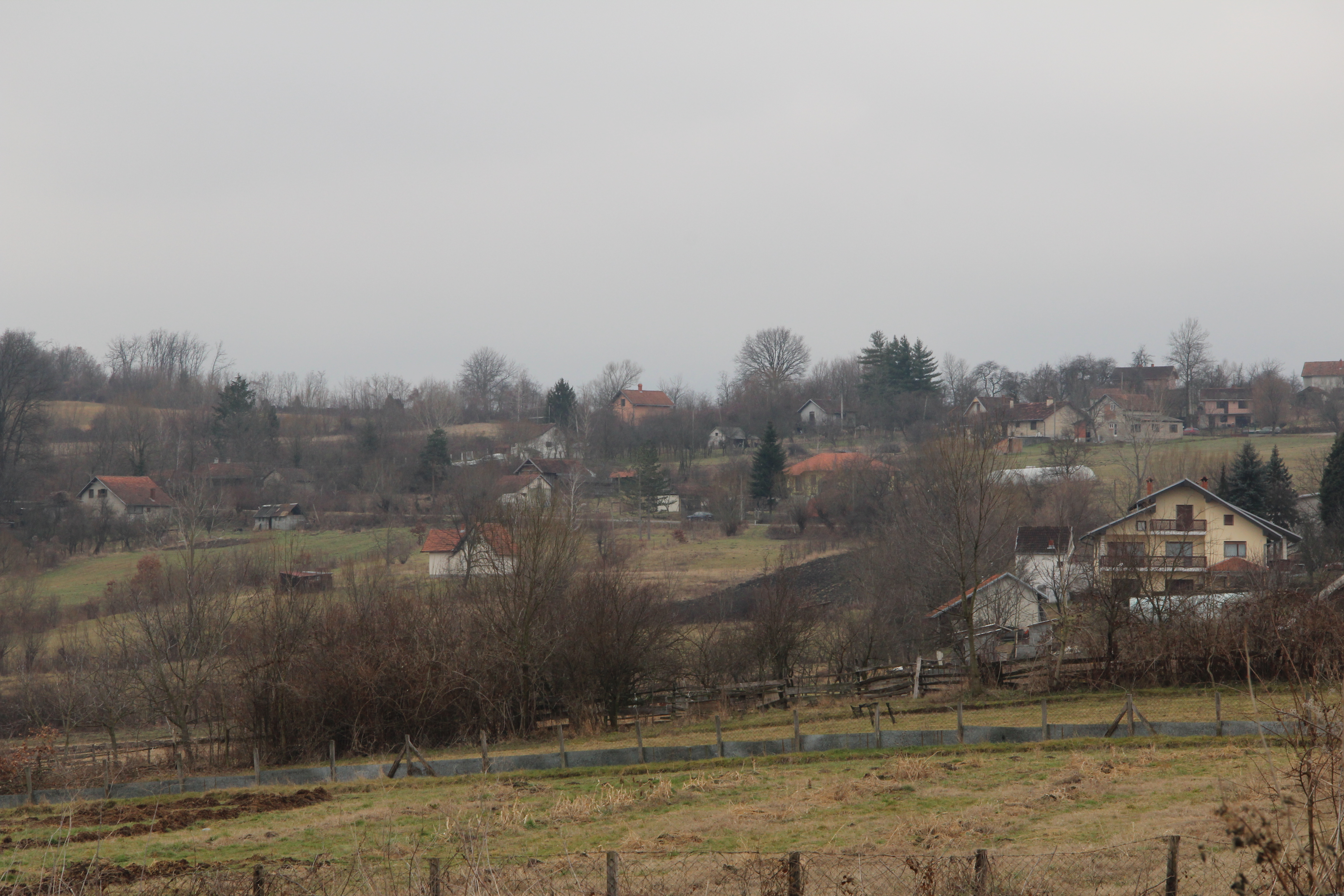
Vila Klinci - panorama
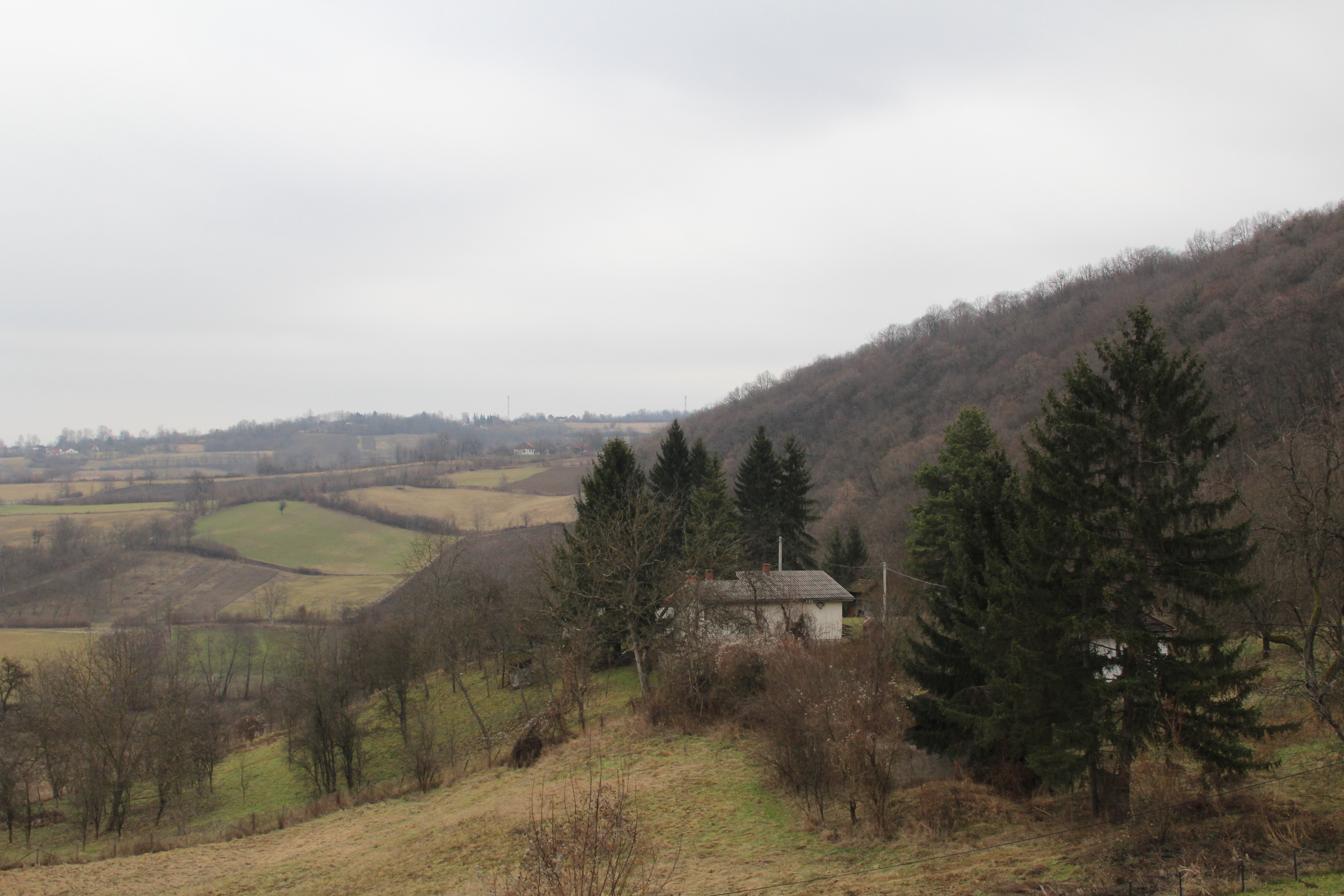
Vila Klinci - panorama
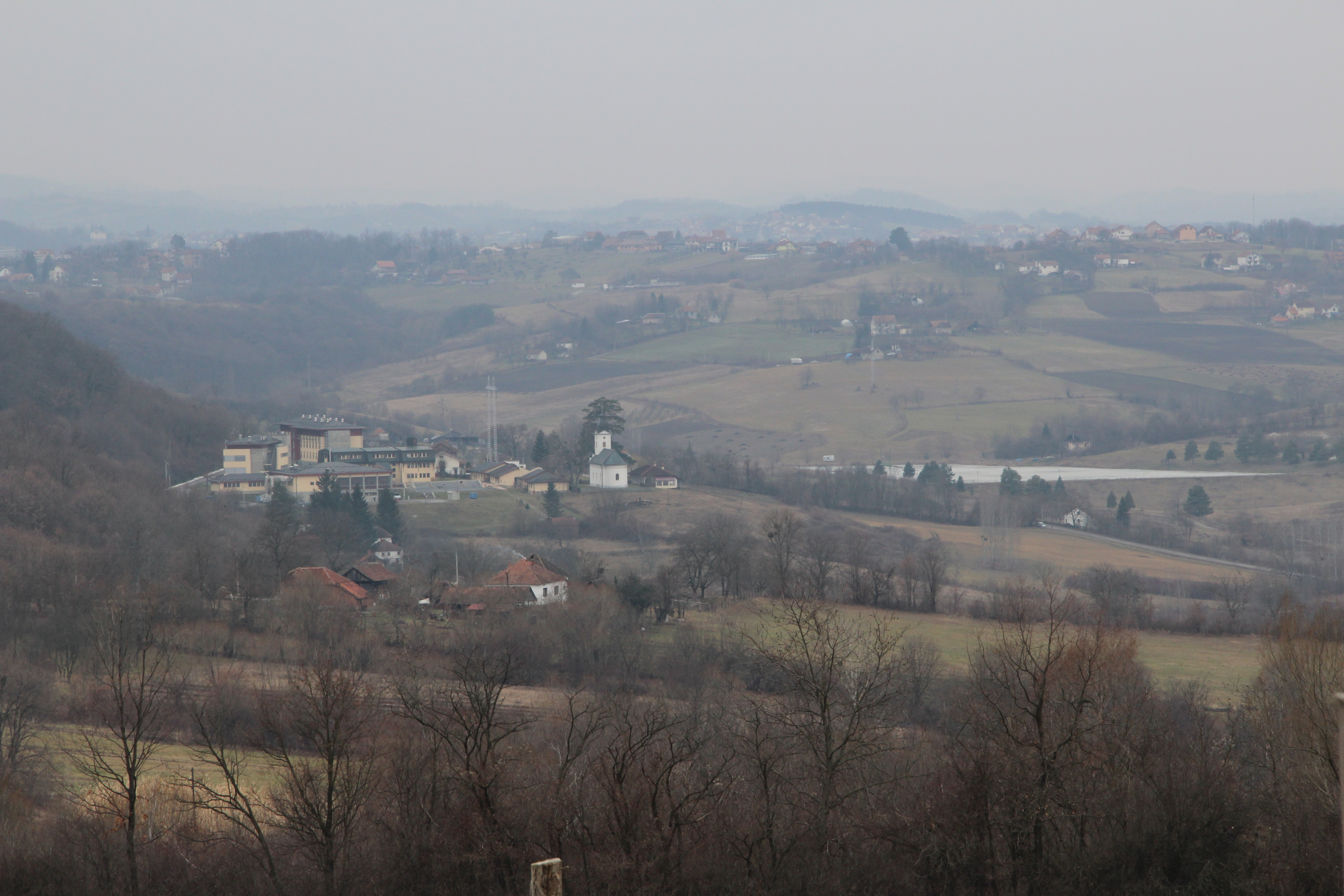
Vila Klinci - panorama
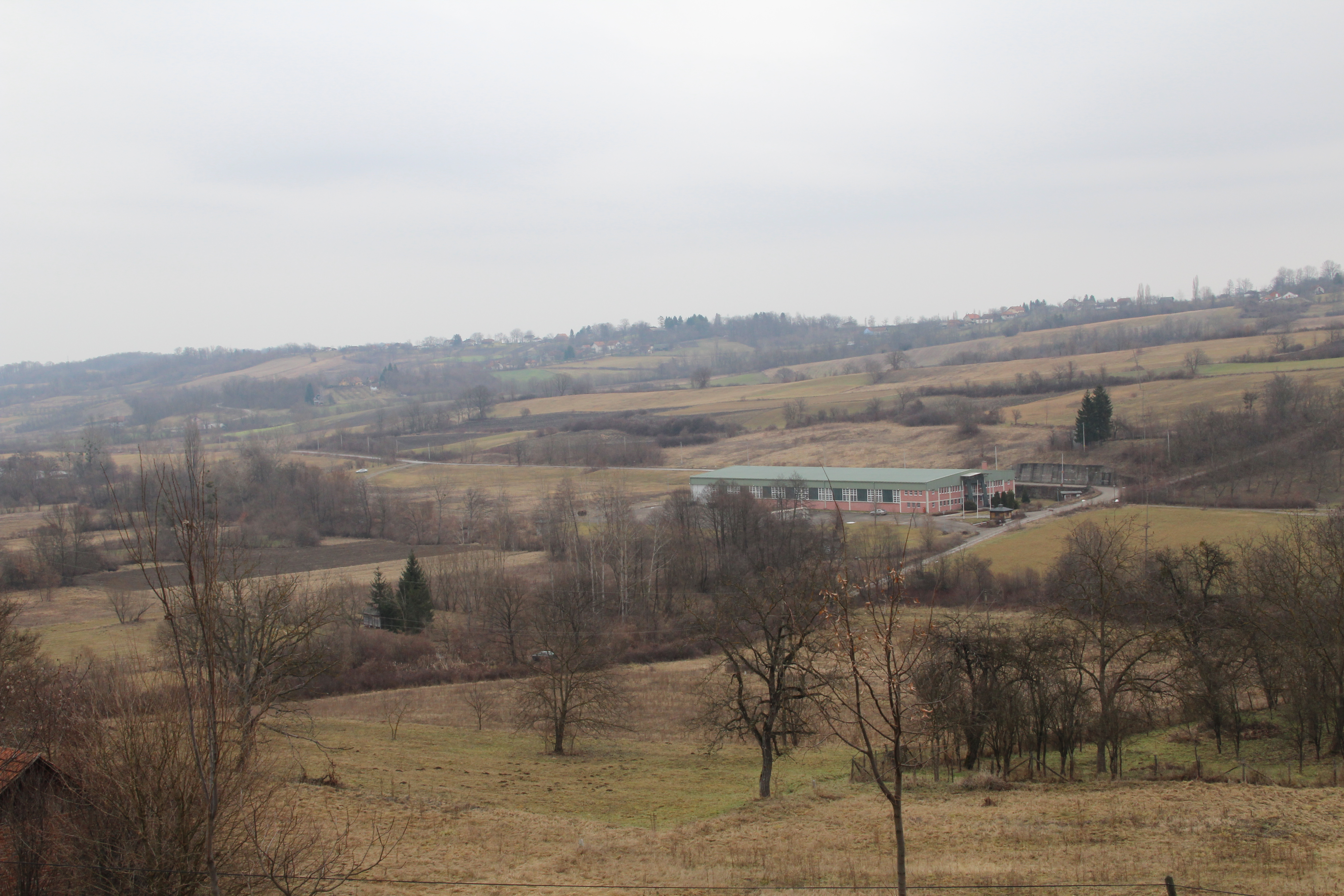
Vila Klinci - panorama
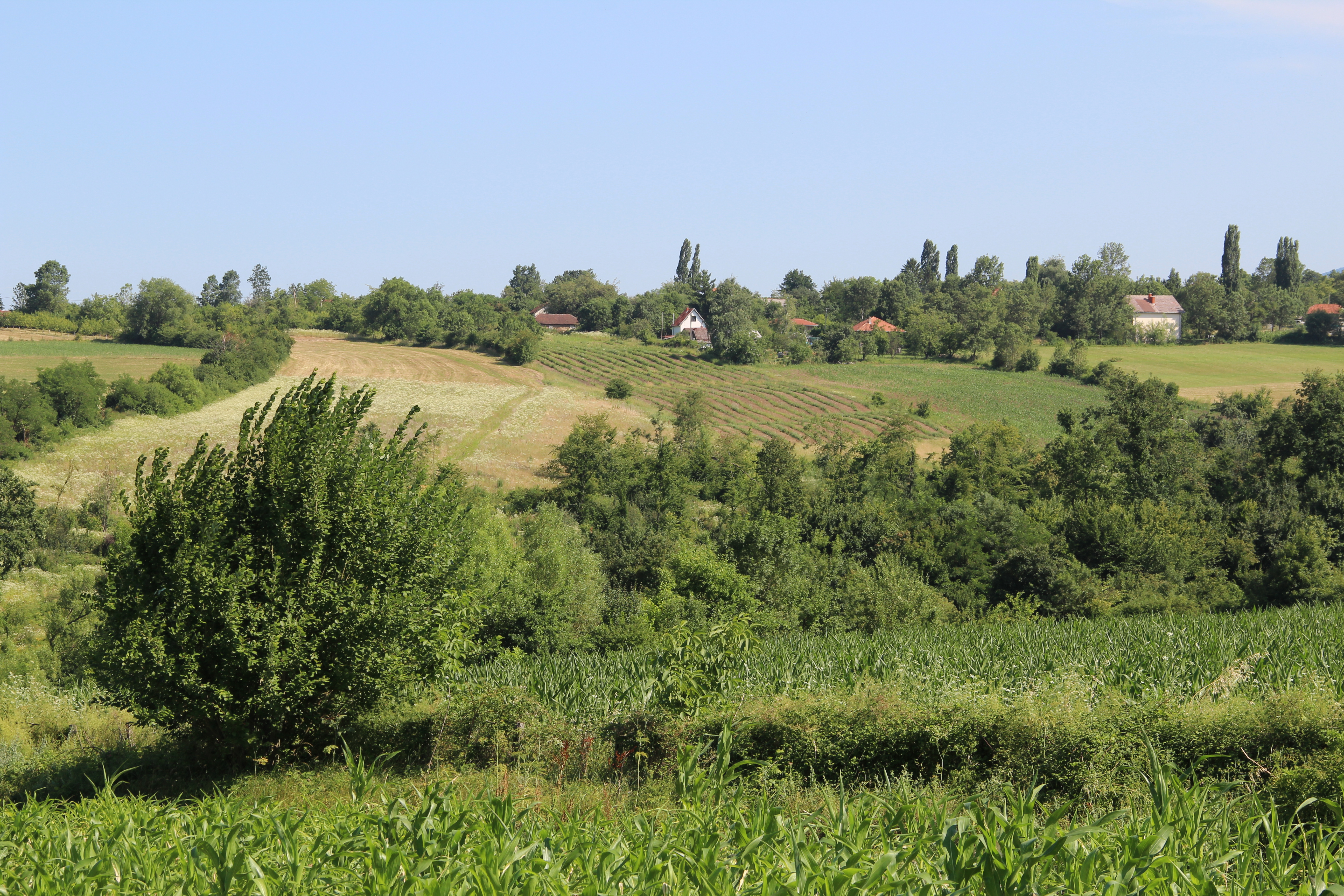
Село Клинци - панорама
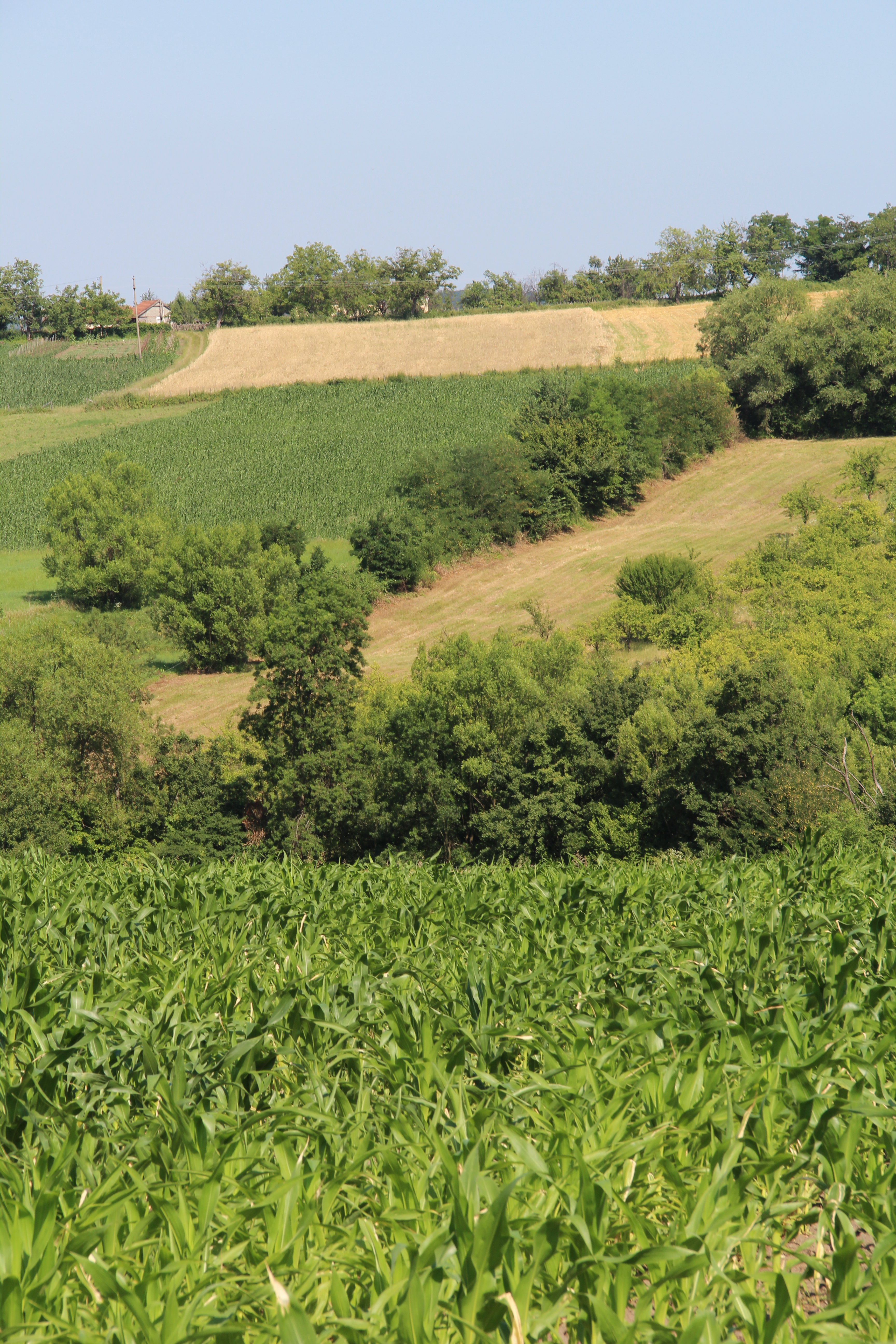
Село Клинци - панорама
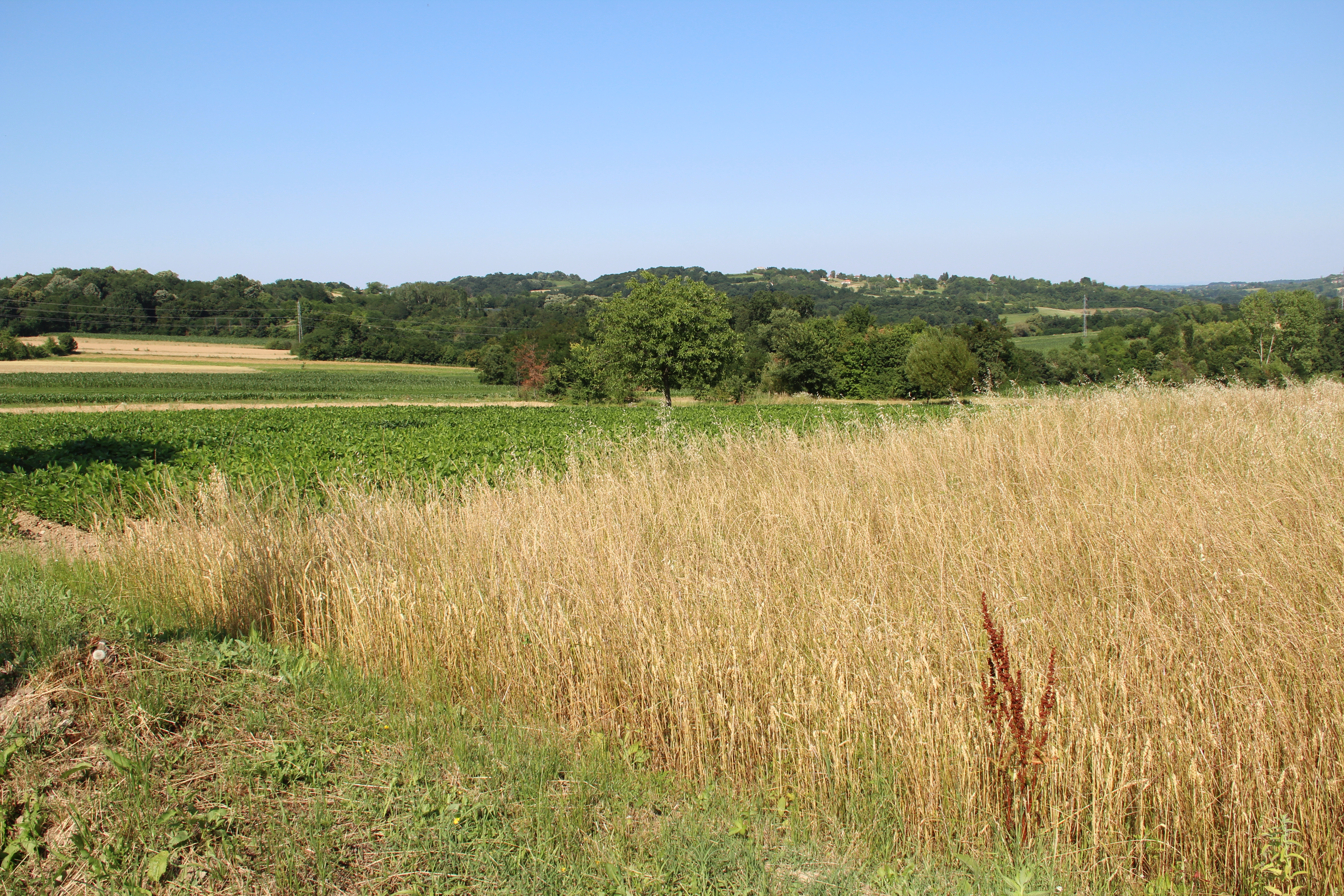
Село Клинци - панорама
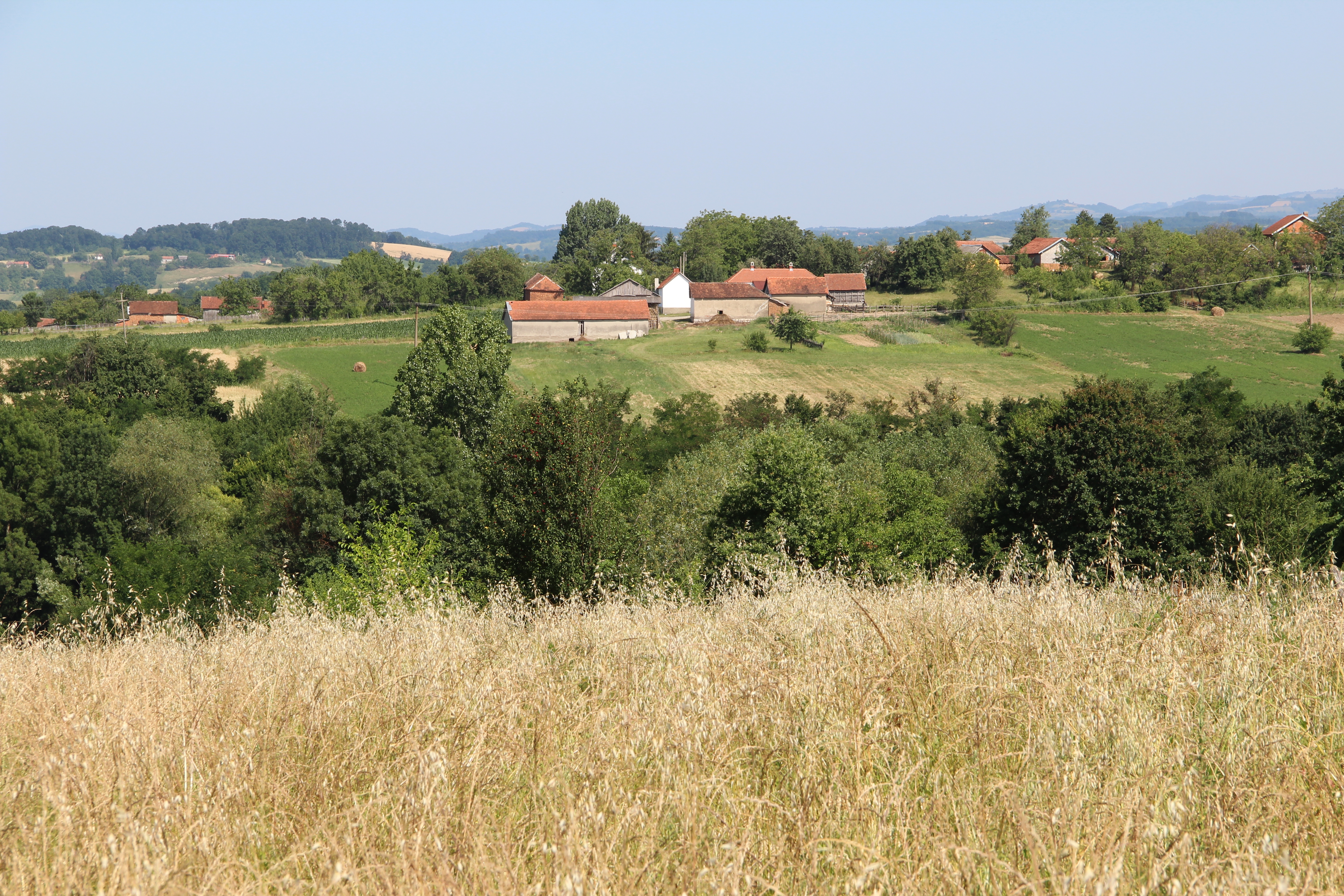
Село Клинци - панорама
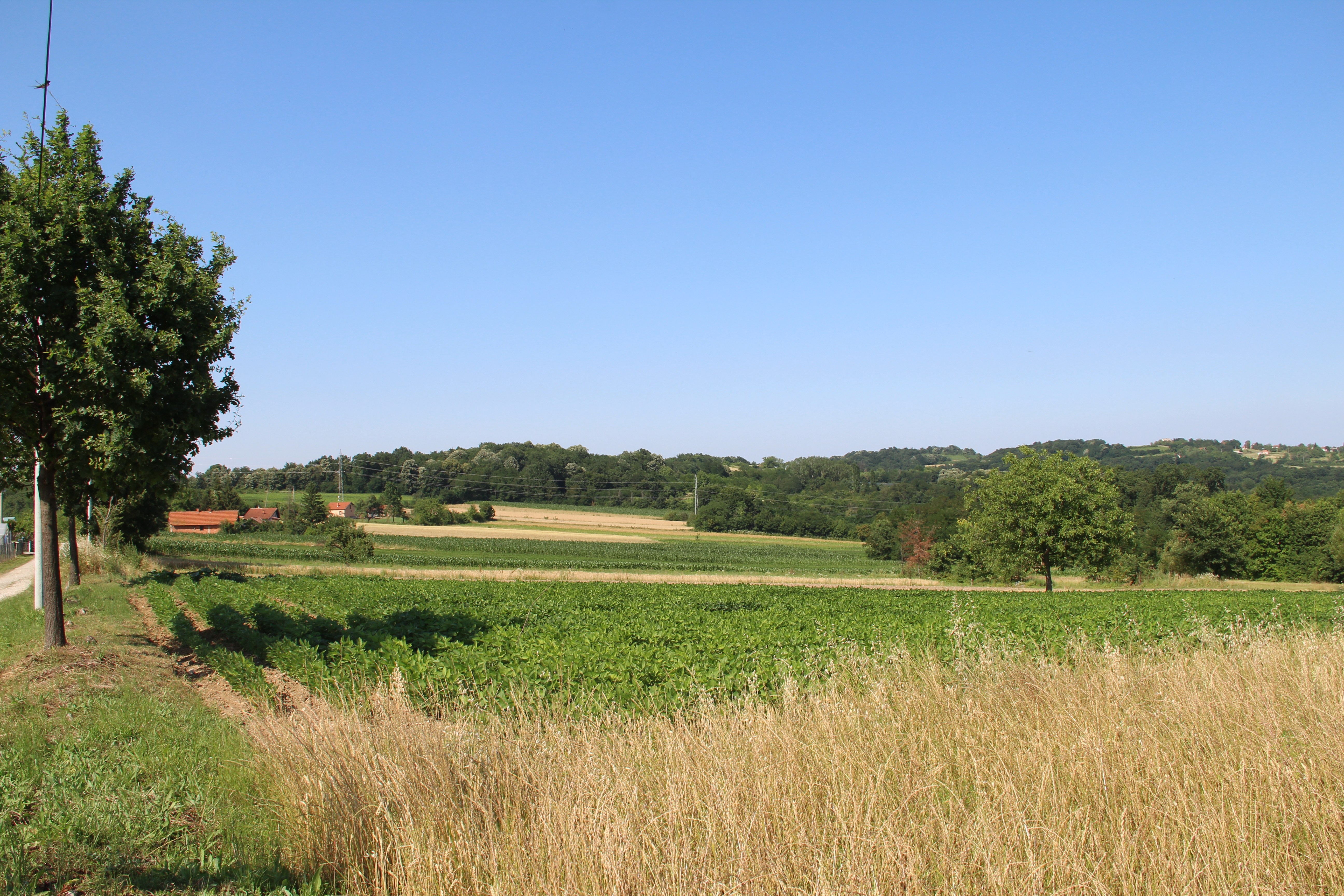
Село Клинци - панорама
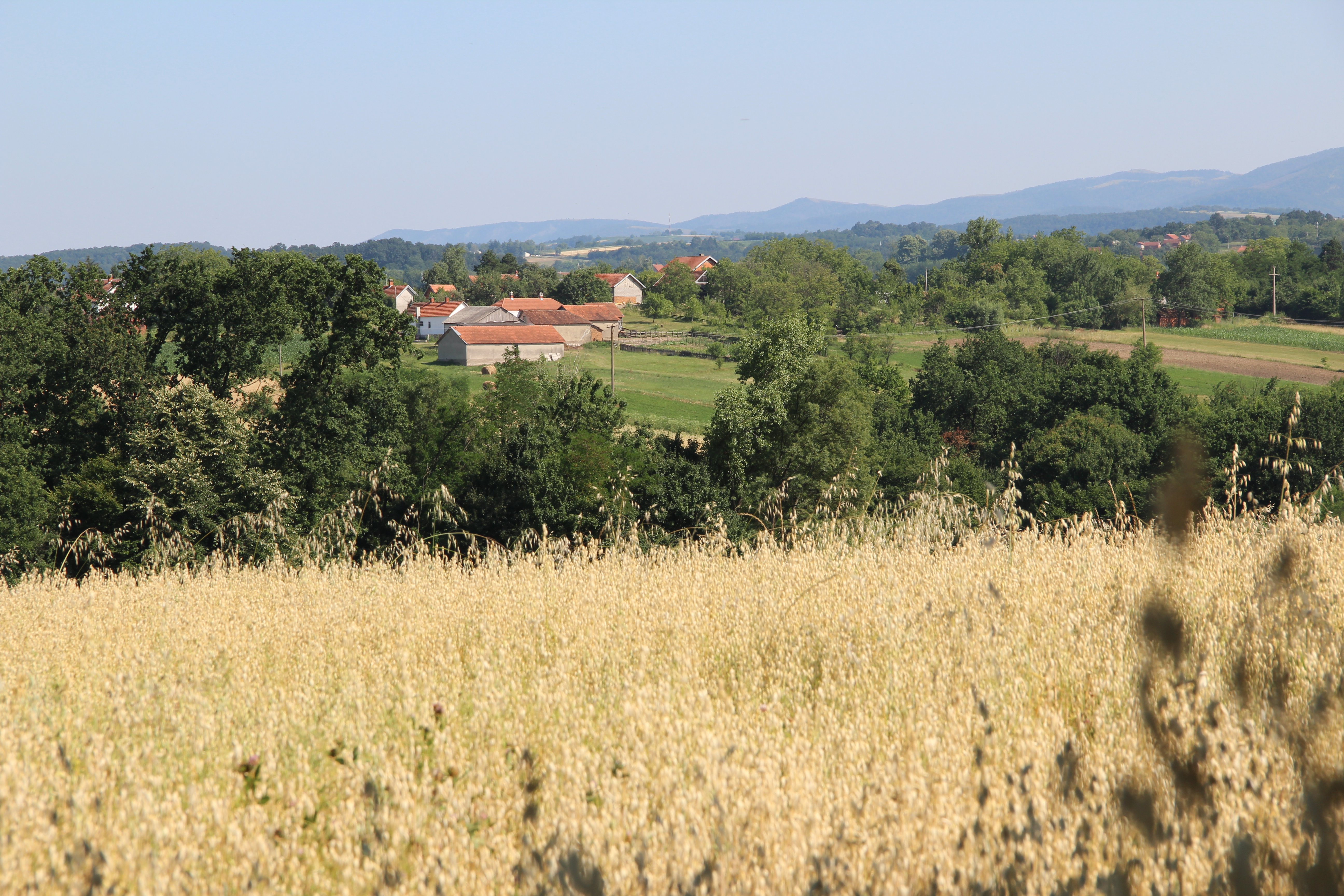
Село Клинци - панорама

## Demografia
| 1948 | 1953 | 1961 | 1971 | 1981 | 1991 | 2002 | 2011 |
| ---- | ---- | ---- | ---- | ---- | ---- | ---- | ---- |
| 262  | 238  | 251  | 244  | 236  | 220  | 269  | 233  |